# Louis M. Alexandre d'Ursel
Louis Marie Alexandre d'Ursel (Berlijn, 1 mei 1886 – Oostkamp, 18 juni 1969) was een Belgisch diplomaat.

## Familie
Graaf Louis Marie Alexandre d'Ursel was de oudste van de acht kinderen van graaf Charles d'Ursel (1848-1903) en Geneviève Le Roux (1862-1945). Hij trouwde in 1919 met Geneviève le Peletier de Rosanbo (1893-1973). Ze hadden twee zoons en drie dochters.

## Loopbaan
Louis d'Ursel behaalde het doctoraat in de rechten en was oorlogsvrijwilliger tijdens de Eerste Wereldoorlog, die hij beëindigde als officier in de cavalerie.
Hij begon aan een carrière in de Belgische diplomatie. Zijn posten brachten hem onder meer in Berlijn, in Vaticaanstad en in Bern. De verloftijd bracht hij door in het kasteel Gruuthuse in Oostkamp, dat door zijn vader was gerestaureerd.

### 1940
Toen de Duitsers België op 10 mei 1940 binnenvielen, was D'Ursel hoofd van het Belgisch gezantschap in Bern. Hij bleef dus buiten het oorlogsgevaar. Ambassadeur in een neutraal gebleven land, van waaruit de briefwisseling betrekkelijk gemakkelijk andere landen kon bereiken, leek hij vanuit het bezette België de geschikte man om als boodschapper te dienen.
Vanuit de entourage van koning Leopold III van België en ongetwijfeld met diens medeweten, werden aan deze zeer koningsgezinde diplomaat richtlijnen doorgestuurd, met het verzoek ze aan de andere Belgische diplomatieke vertegenwoordigingen door te sturen. Deze richtlijnen waren vervat in een brief van Robert Capelle aan D'Ursel, waarvan de inhoud was vastgelegd tijdens de wekelijkse gesprekken die Capelle voerde met Pierre van Zuylen en Jacques Davignon. Ze kwamen hierop neer: "Sinds 28 mei is voor wat België betreft de oorlog afgelopen; de ministers, die de oorlog willen voortzetten, handelen tegen de belangen van het land in; Kongo moet absoluut neutraal blijven; de Belgische diplomaten moeten zich correct gedragen tegenover de Duitse diplomaten, want België is niet meer in oorlog met Duitsland". 
Op 11 september 1940 kwam Davignon D'Ursel in Bern opzoeken, en bevestigde hem het groot belang, dat de koning aan deze richtlijnen hechtte. D'Ursel aarzelde dan ook niet die aan zo veel mogelijk Belgische diplomaten door te sturen. De verontwaardiging van Camille Gutt en Albert de Vleeschauwer (toen de enige Belgische ministers in Londen - Paul-Henri Spaak en Hubert Pierlot waren nog onderweg) - was groot. Het ging hier immers om een rechtstreekse poging om de ‘politiek van Laken’ bij de Belgische diplomaten ingang te doen vinden, en om een buitenlandse politiek te voeren, die regelrecht inging tegen de inzichten van de Belgische regering in ballingschap. Ook enkele diplomaten verzetten zich tegen de richtlijnen. De meest hevige reactie kwam van oud-eerste minister Georges Theunis die in de Verenigde Staten een diplomatieke zending vervulde. Ook de gouverneur-generaal van Kongo, Pierre Ryckmans, gaf geen gehoor, integendeel.

### Einde loopbaan
Toen Paul-Henri Spaak, eenmaal in oktober in Londen aangekomen, het roer van de buitenlandse politiek weer in handen nam, verzocht hij D'Ursel ontslag te nemen. Maar deze liet weten dat hij zich volledig aansloot bij de politiek van de regering in Londen en trouw diens richtlijnen zou volgen. Dit maakte dat hij toch mocht blijven. Niet voor heel lang echter, want in 1942 werd hij met onbepaald verlof gestuurd en in 1943 werd hij in disponibiliteit gesteld.
Na de Bevrijding behoorde hij tot de diplomaten voor wie men geen passende betrekking meer wenste te vinden en kreeg hij van secretaris-generaal Fernand Vanlangenhove de boodschap dat van zijn diensten geen gebruik meer zou worden gemaakt.
D'Ursel trok zich daarop terug op zijn kasteel in Oostkamp, waar hij tot het einde van zijn leven woonde.